# Chronik von Bychowiec
Die Chronik von Bychowiec (auch Letopis der Großfürsten Litauens genannt) ist eine von einem anonymen Verfasser stammende Chronik des Großfürstentums Litauen. Obwohl sie eine der unzuverlässigsten Quellen dieser Epoche ist, wird sie als die kompletteste Ausgabe der litauischen Chroniken angesehen. Ihr Name stammt von dem Entdecker des Manuskripts, dem polnischen Historiker Aleksander Bychowiec, der im 19. Jahrhundert lebte. Die Chronik wurde 1830 entdeckt und von Theodor Narbutt bekannt gemacht, der sie 1846 komplett veröffentlichte. Es handelt sich um eine Verteidigungsschrift verschiedener Magnatenfamilien des Großfürstentums und wurde wahrscheinlich unter der Aufsicht des Großkanzlers Litauens, Albertas Goštautas, zwischen 1519 und 1542 verfasst, wobei einige Teile noch bis 1574 hinzugefügt wurden.
Die Chronik beschreibt die Ereignisse in der Geschichte des Großfürstentums Litauen vom 13. bis zum frühen 16. Jahrhundert. Sinngemäß kann sie in die Schilderung der Kriege zwischen Litauen und Polen, der Kriege zwischen Litauen und Ruthenien und der Kriege gegen die ostslawischen Fürstentümer im heutigen Belarus, Russland und der Ukraine geteilt werden. Sie beschäftigt sich auch mit den Kämpfen gegen die mongolische Invasion und den Deutschen Orden.
Die Chronik wurde 1907 in der Kompletten Sammlung Russischer Chroniken (im Band 17, Polnoe sobranie russkikh letopisei) veröffentlicht, in der die 25 wichtigsten ostslawischen Manuskripte zusammengestellt sind.
Obwohl sie eine der unzuverlässigsten slawischen Chroniken ist, wird von der Chronik von Bychowiec im Allgemeinen angenommen, dass sie viele mittelalterliche Dokumente als ihre Quellen verwendete. Bei einer Vergleichstextanalyse wurde allerdings versucht zu beweisen, dass die endgültige Quelle der Chronik von Bychowiec in Wirklichkeit nur die Galizisch-Wolhynische Chronik war, vermutlich in einer Kopie oder in Auszügen, die sich nur geringfügig von den Versionen, die heute bekannt sind, unterscheidet.